# Casal da Azenha
Casal da Azenha é uma aldeia portuguesa pertencente à freguesia de Santa Catarina do município das Caldas da Rainha.